# Oruza lithochroma
Oruza lithochroma är en fjärilsart som beskrevs av Turner 1929. Oruza lithochroma ingår i släktet Oruza och familjen nattflyn. Inga underarter finns listade i Catalogue of Life.